# Жонес Канах
„Жонес Канах“ (на френски: F.C. Jeunesse Canach) е футболен клуб от град Канах, Люксембург.
Играе в шампионата на Люксембург по футбол. Клубът е основан през 1930 година под името „Фортуна Канах“. Разфоримрован е през Втората световна война.

## Успехи
Втора лига на Люксембург:
- Шампион (2): 2009/10, 2011/12